# 與論島
27°02′40″N 128°25′02″E / 27.04444°N 128.41722°E
與論島（日语：／ Yoron-jima、琉球語：／ ）是奄美群島中最南端的一個島嶼，位於沖永良部島與沖繩群島的沖繩島之間，距離沖繩島最北端的邊戶岬22公里，面積20.8平方公里，海岸線長23.5公里。行政區屬於鹿兒島縣與論町，居民約6,000人。

## 交通
- 與論機場